# Lovisa Grant
Lovisa Grant (6 marzo 1995) è un'ex sciatrice alpina svedese.

## Biografia
Attiva in gare FIS dal dicembre del 2010, la Grant ha esordito in Coppa Europa il 1º dicembre 2014 a Hemsedal in slalom gigante, senza completare la gara; nella stagione 2015-2016 ha vinto la medaglia d'argento nella gara a squadre ai Mondiali juniores di Soči/Roza Chutor.
In Coppa Europa ha ottenuto il miglior piazzamento il 12 febbraio 2016 a Borovecin slalom gigante (10ª) e ha preso per l'ultima volta il via il 17 marzo 2017 a San Candido nella medesima specialità, bissando il suo miglior piazzamento nel circuito. Si è ritirata al termine di quella stessa stagione 2016-2017 e la sua ultima gara è stata lo slalom gigante dei Campionati svedesi 2017, disputato il 1º aprile a Åre e non completato dalla Grant; non ha debuttato in Coppa del Mondo né preso parte a rassegne olimpiche o iridate.

## Palmarès

### Mondiali juniores
- 1 medaglia:
  - 1 argento (gara a squadre a Soči/Roza Chutor 2016)

### Coppa Europa
- Miglior piazzamento in classifica generale: 104ª nel 2016

### Campionati svedesi
- 1 medaglia:
  - 1 bronzo (slalom gigante nel 2016)